# Мірея Мартінес
Мірея Мартінес (англ. Mireia Martinez нар. 2005, Ла-Побла-де-Вальбона, Іспанія)— іспанська гімнастка, що виступає в груповій першості. Срібна призерка чемпіонату Європи.

## Результати на турнірах
| Рік  | Змагання         | Команда | ГП | 5  | 4 + 3 |
| ---- | ---------------- | ------- | -- | -- | ----- |
| 2021 | Чемпіонат світу  |         | 12 | 12 | 5     |
| Рік  | Змагання         | Команда | ГП | 5  | 3 + 2 |
| 2022 | Чемпіонат Європи | 6       | 5  | 5  | 2     |
| 2022 | Чемпіонат світу  | 3       | 3  | 3  | 5     |
| 2023 | Чемпіонат світу  | 5       | 3  | 2  | 4     |
| 2024 | Чемпіонат Європи | 5       | 3  | 2  | 1     |